# Evil Woman
Evil Woman är en poplåt av Electric Light Orchestra, komponerad av gruppens sångare och primäre låtskrivare Jeff Lynne. Den ingår på studioalbumet Face the Music från 1975. Den gavs ut som singel 1975 i USA, men först i januari 1976 i Storbritannien. Låten skrevs snabbt av Jeff Lynne som ett utfyllnadsspår men kom istället att bli en av gruppens mer kända låtar.

## Listplaceringar
| Lista (1975-1976) | Position                       |
| ----------------- | ------------------------------ |
| Australien        | 23 (Kent Music Report)         |
| Irland            | 10                             |
| Kanada            | 6 (RPM)                        |
| Nederländerna     | 21                             |
| Storbritannien    | 10 (UK Singles Chart)          |
| Sverige           | "Veckans Smash Hit" i Poporama |
| USA               | 10 (Billboard Hot 100)         |